# Clube Atlético Vila Rica
Clube Atlético Vila Rica é um clube brasileiro de futebol da cidade de Belém, capital do estado do Pará. Fundado em 27 de junho de 1987, seu atual presidente é Antônio Nascimento.

## Mudança de sede e volta para Belém
Em 2007, firmou parceria com a prefeitura de Cametá, e com isso adotou o nome de Vila Rica/Cametá, mandando suas partidas na mesma cidade, e no ano seguinte mudou-se para Breves, na Ilha de Marajó, utilizando o nome-fantasia Vila Rica/Marajó, tendo no comando técnico Fran Costa. Em 2009, retornou para Belém e voltou a ter o nome original.

## Títulos
| Estaduais | Estaduais                      | Estaduais | Estaduais         |
|           | Competição                     | Títulos   | Temporadas        |
|           | Taça ACLEP                     | 1         | 2008              |
|           | Campeonato Paraense - Série B1 | 3         | 1995, 2001 & 2007 |
| --------- | ------------------------------ | --------- | ----------------- |

 Campeão Invicto

## Participações

### Campeonato Paraense - Série B
| 1995 | 1º  |
| 1997 | 9º  |
| 2000 | 4º  |
| 2001 | 1º  |
| 2002 | 2º  |
| 2003 | 2º  |
| 2004 | 3º  |
| 2005 | 4º  |
| 2006 | 2º  |
| 2007 | 1º  |
| 2010 | 6º  |
| 2011 | 5º  |
| 2012 | ?º  |
| 2013 | 5º  |
| 2014 | 7º  |
| 2015 | 10º |
| 2016 | 7º  |
| 2017 | 7º  |
| 2018 | 10º |
| 2019 | 10º |
| 2020 | 11º |
| 2021 | 14º |
| 2022 | 6º  |
| 2023 | 16º |